# 12237 Куґлін
12237 Куґлін (12237 Coughlin) — астероїд головного поясу, відкритий 23 квітня 1987 року.
Тіссеранів параметр щодо Юпітера — 3,463.